# Roestkapmierpitta
De roestkapmierpitta (Grallaria ruficapilla) is een zangvogel uit de familie Grallariidae (mierpitta's).

## Verspreiding en leefgebied
Deze soort komt voor van Venezuela tot Peru en telt zeven ondersoorten:
- G. r. ruficapilla: van centraal Colombia tot noordelijk Ecuador.
- G. r. perijana: Sierra de Perijá (op de grens van Colombia en Venezuela).
- G. r. avilae: noordelijk Venezuela.
- G. r. nigrolineata: westelijk Venezuela.
- G. r. connectens: zuidwestelijk Ecuador.
- G. r. albiloris: zuidelijk Ecuador en noordwestelijk Peru.
- G. r. interior: noordelijk Peru.

## Status
De grootte van de populatie is niet gekwantificeerd maar de soort wordt omschreven als algemeen. Op de Rode lijst van de IUCN heeft deze soort de status niet bedreigd.